# Planète Amazone
Planète Amazone est une ONG française fondée par Gert-Peter Bruch en janvier 2012. Régie par la loi du 1er juillet 1901, déclarée d’intérêt général en 2015, elle œuvre pour la préservation des forêts, du vivant et la reconnaissance des Droits de la Nature (ou Droits de la Terre Mère), en collaboration étroite avec des peuples autochtones d’Amazonie et du reste du monde.

## Actions
Planète Amazone est dès sa création un relais du cacique Raoni Metuktire, administrant son site officiel et sa pétition internationale contre le projet de barrage de Belo Monte et organisant trois de ses campagnes internationales : Urgence Amazonie, S.O.S Amazônia Tour et sa participation à la COP21 pour le lancement du mouvement de l'Alliance des Gardiens de Mère Nature (AGMN) avec le soutien de l'acteur et réalisateur Pierre Richard et des écologistes Paul Watson et Nicolas Hulot, parmi d'autres.
En octobre 2017, grâce au financement participatif, Planète Amazone parvient à réunir à Brasilia 200 leaders indigènes et écologistes de 25 pays autour de la Grande Assemblée de l'Alliance des Gardiens de Mère Nature. Les débats aboutissent à une Déclaration de l'Alliance des Gardiens et Enfants de la Terre Mère en 18 points destinée aux dirigeants du monde et à l'Humanité.
En 2018, via sa page Facebook, Planète Amazone annonce que les fonds collectés lors de la campagne Urgence Amazonie pour construire un village n'ont finalement pas été utilisés pour leur destination initiale, l'association indiquant par la suite qu'elle n’exclut pas « d’entamer une démarche judiciaire » contre l'Institut Raoni .
En mai 2018, Planète Amazone présente son long-métrage Terra Libre en avant-première à la Fondation GoodPlanet, un film documentaire réalisé par Gert-Peter Bruch. Le festival Atmosphères lui attribue le prix du public le 14 octobre 2018.
Planète Amazone milite pour la reconnaissance du crime d'écocide depuis 2013 et critique le recours à l'hydroélectricité à grande échelle dans les politiques de développement énergétique. En mai 2019, elle organise ainsi à Paris un événement parallèle au Congrès Mondial de l'Hydroélectricité regroupant des opposants aux grands barrages venus de plusieurs continents.
En décembre 2019, Planète Amazone et l’AGMN lancent pendant la COP25 à Madrid un projet de Sanctuarisation des forêts occupées par des peuples indigènes.

## Soutiens
L'association est soutenue de façon constante par l'acteur Pierre Richard et le chanteur Bernard Lavilliers, les deux artistes ayant même associés leurs deux noms à plusieurs occasions pour l'Alliance des Gardiens de Mère Nature.
En décembre 2012, à l'occasion de la campagne Urgence Amazonie, Vincent Cassel tourne sous la direction de Jan Kounen un spot de sensibilisation pour Planète Amazone visant à pointer la participation d'entreprises européennes à la déforestation de l'Amazonie et dans la construction de barrages tels que Belo Monte.